# Сулзат (село)
Сулзат — село в Молчановском районе Томской области России. Входит в состав Могочинского сельского поселения. Население — 443 чел. (2021) .
Находится в таёжной местности, на правобережье Оби, у р. Сулзат, озёр Школьное, Щучье. В 2 км от р. Чулым. От села возможно посещение Карегодского заказника.
В соответствии с Законом Томской области от 9 сентября 2004 года № 196-ОЗ «О наделении статусом муниципального района, сельского поселения и установлении границ муниципальных образований на территории Молчановского района» село вошло в состав Могочинского сельского поселения.
Имеется фельдшерско-акушерский пункт, отделение связи, лесхоз, «Сулзатское участковое лесничество», АТС, Дом досуга, библиотека, средняя общеобразовательная школа и группы дошкольного образования, организованные при школе. В селе есть ансамбль казачьей песни «Возрождение». Работает котельная, теплотрасса.
В 2010-е в селе начали проводить «Праздник гриба», в 2017 году его перенесли в Молчаново из-за труднодоступности села.
Проходит просёлочная дорога местного значения.

## Население
| 2002 | 2008 | 2010 | 2012 | 2013 | 2014 | 2015 | 2021 |
| ---- | ---- | ---- | ---- | ---- | ---- | ---- | ---- |
| 680  | ↘566 | ↘537 | ↘529 | ↗531 | ↘517 | ↘507 | ↘443 |